# Умбсоо
У́мбсоо (эст. Umbsoo) — деревня в волости Мулги уезда Вильяндимаа, Эстония.
До административной реформы местных самоуправлений Эстонии 2017 года входила в состав волости Абья (упразднена).

## География и описание
Расположена в 36 км к юго-западу от уездного центра — города Вильянди. Высота над уровнем моря — 71 метр.  
Климат умеренный. Официальный язык — эстонский. Почтовый индекс — 69309.

## Население
По переписи населения 2021 года, в Умбсоо насчитывалось 26 жителей, все — эстонцы.
По данным переписи населения 2011 года в деревне проживали 22 человека, также все — эстонцы.
Численность населения деревни Умбсоо по данным переписей населения:
| Год  | 1959 | 1970 | 1979 | 1989 | 2000 | 2011 | 2021 |
| ---- | ---- | ---- | ---- | ---- | ---- | ---- | ---- |
| Чел. | 22   | →22  | ↗ 57 | ↘ 45 | ↘ 42 | ↘ 22 | ↗ 26 |

## История
Примерно в 1866 году упоминается хутор Умса (Umsa).
В 1977 году, в период кампании по укрупнению деревень, с Умбсоо были объединены деревни Камарапера (эст. Kamarapera, примерно в 1900 году упоминается как хутор Камалипера), Лямба (эст. Lämba) и часть деревни Суйтсуматси (эст. Suitsumatsi).

Советский памятник на братской могиле павших во II мировой войне в Умбсоо. Демонтирован в 2023 году

В советское время на расположенной на территории деревни братской могиле жертв фашистского террора (исторический памятник с 1997 до 2023 года) был установлен памятник с надписью «Бойцам Советской армии, павшим в Великой Отечественной войне 1941—1945». По имеющимся данным, здесь похоронены 72 человека. В протоколе рабочей группы по советским памятникам при Госканцелярии Эстонии от 30 ноября 2022 года памятник не упоминается, однако он был удалён в период кампании по демонтажу и замене советских военных памятников, летом 2023 года. Вместо него установлена плита с надписью «Жертвы Второй мировой войны». Так как могила находится на кладбище Мыйзакюла, останки перезахоронению на подлежат (см. Список советских военных памятников Эстонии).
Кладбище Мыйзакюла расположено на землях деревень Умбсоо и Раамату и внесено в Государственный регистр памятников культуры Эстонии как . Его площадь составляет 1,94 гектара.